# Excitotoxicidade

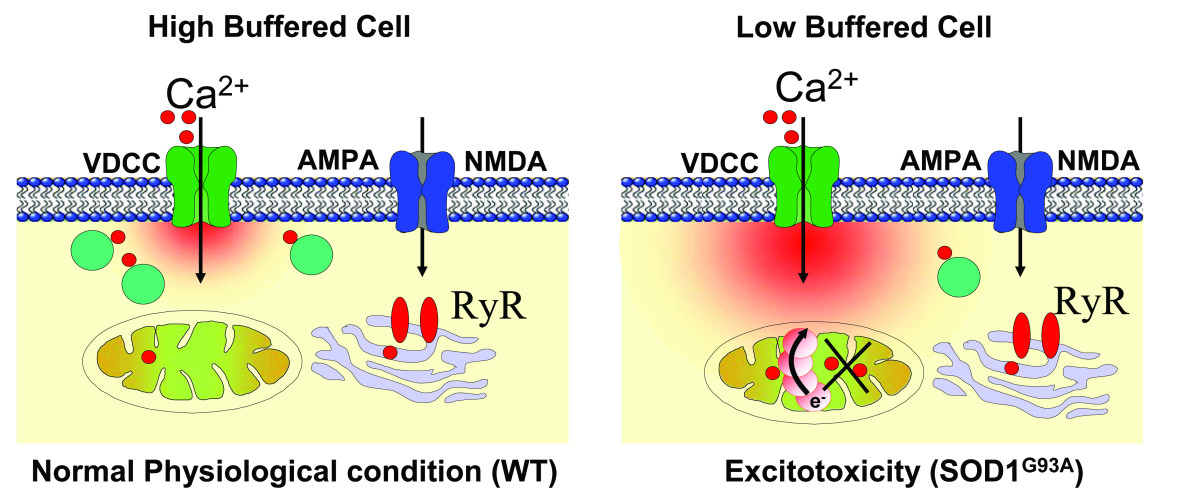
Baixa capacidade de modulação de Ca²⁺ e excitotoxicidade sob estresse fisiológico e condições fisiopatológicas em neurônios motores. A baixa capacidade de regulação de Ca²⁺ nos neurônios motores do hipoglosso vulneráveis à esclerose lateral amiotrófica expõe as mitocôndrias a cargas mais elevadas de Ca²⁺ em comparação com células altamente moduladas. Em condições fisiológicas normais, a liberação do neurotransmissor glutamato ativa os canais dos receptores NMDA e AMPA, bem como os canais de cálcio dependentes de voltagem, promovendo um aumento na liberação de glutamato. Esse glutamato é recaptado pelos transportadores EAAT1 e EAAT2, resultando em um leve aumento nos níveis intracelulares de cálcio, que pode ser tamponado pela célula. Uma disfunção nos canais dos receptores de glutamato leva a uma alta condutância de cálcio, resultando em cargas elevadas de Ca²⁺ e aumento do risco de dano mitocondrial. Esse processo desencadeia a produção mitocondrial de espécies reativas de oxigênio, que inibem a função do transportador glial EAAT2. Isso leva a um aumento adicional na concentração de glutamato na fenda sináptica e a novos aumentos nos níveis de cálcio pós-sináptico, contribuindo para a vulnerabilidade seletiva dos neurônios motores.

Excitotoxicidade é um processo patológico caracterizado pela lesão ou morte de neurônios (células do sistema nervoso), desencadeada pela estimulação excessiva de receptores de glutamato, um dos principais neurotransmissores excitatórios do sistema nervoso central. Dependendo da intensidade e duração do estímulo nocivo, a excitotoxicidade pode ativar diferentes vias de morte celular. Entre os mecanismos envolvidos, destacam-se a necrose, marcada por um colapso celular agudo, desorganizado e inflamatório, e a apoptose, que corresponde a uma forma de morte celular programada, energeticamente regulada, ordenada e não inflamatória. Além disso, podem ocorrer formas intermediárias e híbridas, como a necroptose, um tipo de necrose controlada por vias genéticas específicas, e a autofagia disfuncional, na qual o sistema de reciclagem intracelular é acionado de maneira excessiva ou ineficiente, contribuindo para a degeneração celular.
A excitotoxicidade ocorre quando receptores para o neurotransmissor excitatório glutamato (receptores de glutamato), como os receptores NMDA e AMPA, são ativados de forma excessiva devido à liberação exacerbada de glutamato, fenômeno referido como tempestade glutamatérgica. Essa ativação desregulada permite a entrada anormal de íons cálcio (Ca2+) e sódio (Na⁺) na célula, desencadeando uma cascata de eventos citotóxicos que levam à degeneração e morte neuronal. O influxo de Ca2+ nas células ativa certas enzimas, incluindo fosfolipases, endonucleases e proteases tais como calpaína. Estas enzimas passam a danificar estruturas celulares tais como componentes do citoesqueleto, membrana e DNA. O mecanismo da excitotoxicidade é particularmente relevante nas sinapses entre as células ciliadas internas da cóclea e as fibras do nervo auditivo, onde a excitotoxicidade induzida por exposição a sons intensos (trauma acústico ou perda auditiva induzida por ruído) ou por agentes ototóxicos pode causar lesão sináptica e perda auditiva sensorioneural ou perda auditiva retrococlear.

## Excitotoxicidade coclear
No contexto da audiologia e farmacologia coclear (ramo da farmacologia que estuda a ação de fármacos na cóclea, estrutura da orelha interna) e do trauma acústico (dano auditivo provocado por exposição a sons de alta intensidade que pode induzir perda auditiva), a excitotoxicidade refere-se especificamente aos danos causados pela superativação dos receptores glutamatérgicos (receptores ativados por glutamato) nas sinapses entre as células ciliadas internas da cóclea (células sensoriais responsáveis pela conversão de estímulos sonoros em sinais elétricos) e as fibras do nervo auditivo (vestibulococlear).
Durante episódios de exposição a sons de alta intensidade ou prolongada duração, há liberação exacerbada de glutamato pelas células sensoriais auditivas, o que provoca a ativação contínua de receptores do tipo NMDA (N-metil-D-aspartato, um subtipo de receptor glutamatérgico envolvido na transmissão sináptica e plasticidade neuronal) e AMPA (ácido α-amino-3-hidroxi-5-metil-4-isoxazol-propiónico, outro subtipo de receptor glutamatérgico responsável pela mediação rápida da transmissão excitatória) nas terminações nervosas pós-sinápticas (segmento da sinapse que recebe o sinal químico).
Essa ativação excessiva resulta na entrada desregulada de íons cálcio (Ca²⁺) e sódio (Na⁺), desencadeando uma cascata de eventos citotóxicos (mecanismos que levam à morte celular) que incluem estresse oxidativo (acúmulo de espécies reativas de oxigênio que danificam as células), comprometimento mitocondrial (disfunção das mitocôndrias, organelas responsáveis pela produção de energia celular) e ativação de mecanismos apoptóticos (processos que levam à morte celular programada). Como consequência, ocorrem lesões sinápticas (danos às conexões entre os neurônios) e degeneração celular das fibras neuronais auditivas, mesmo na ausência de danos aparentes às células ciliadas, levando a um quadro conhecido como sinaptopatia coclear (condição caracterizada pela perda ou disfunção das sinapses entre células ciliadas e neurônios auditivos).
A excitotoxicidade também está relacionada à ototoxicidade (danos às estruturas da orelha interna causados por substâncias químicas ou medicamentos), que se refere aos efeitos tóxicos de substâncias químicas ou fármacos sobre as estruturas da orelha interna, incluindo a cóclea e o vestíbulo (estrutura da orelha interna responsável pelo equilíbrio). Alguns agentes ototóxicos, como certos antibióticos aminoglicosídeos (classe de antibióticos com potencial tóxico para as células sensoriais da cóclea) e drogas quimioterápicas (medicamentos usados no tratamento de câncer), podem intensificar ou desencadear mecanismos excitotóxicos por meio da modulação anormal da liberação de glutamato, ou da sensibilidade dos receptores sinápticos, exacerbando os efeitos deletérios sobre os neurônios auditivos.
A excitotoxicidade representa um importante elo fisiopatológico (mecanismo de desenvolvimento de doenças) entre lesões traumáticas, químicas e farmacológicas que comprometem a integridade do sistema auditivo periférico (parte do sistema auditivo que inclui a orelha interna e o nervo auditivo), sendo considerada um alvo central em estratégias terapêuticas voltadas à prevenção ou tratamento de perdas auditivas induzidas por trauma acústico, ou ototoxicidade.